# The Pickup (filme)
The Pickup (bra: A Última Missão; prt: Última Missão) é um filme de assalto e comédia de ação de 2025, produzido e dirigido por Tim Story. O filme é estrelado por Eddie Murphy, Keke Palmer e Pete Davidson e foi lançado pela Amazon MGM Studios via Amazon Prime Video em 6 de agosto de 2025,  tendo recebido críticas mistas.
O filme segue Russel e Travis, dois motoristas de carro-forte com personalidades opostas, que se envolvem em diversas desventuras ao serem obrigados a participarem de um assalto à banco pela gangue da jovem gênia criminosa Zoe.

## Elenco
- Eddie Murphy como Russell Pierce
- Pete Davidson como Travis Stolly
- Keke Palmer como Zoe
- Eva Longoria como Natalie Pierce
- Andrew Dice Clay como Clark
- Marshawn Lynch como Chop Shop
- Ismael Cruz Córdova como Miguel
- Jack Kesy como Banner
- Jef Holbrook como Mike

## Lançamento
Foi lançado digitalmente pela  Amazon Prime Video em 6 de agosto de 2025 para todo o país.
No site agregador de críticas Rotten Tomatoes, 35% das 37 avaliações dos críticos são positivas. O Metacritic, que usa uma média ponderada, atribuiu ao filme uma pontuação de 39 em 100, baseado em 12 críticos, indicando críticas "geralmente desfavoráveis".

## Acidente nas filmagens
Em 20 de abril de 2024, durante as filmagens da segunda unidade de uma cena de ação, ocorreu um acidente em que um caminhão blindado e um carro colidiram, resultando no capotamento de ambos os veículos e deixando vários membros da equipe feridos.